# Антарктическа плоча
Антарктическата плоча е тектонска плоча, съдържаща континента Антарктика, Кергеленското плато и разпростираща се по-нататък под съседните океани. След разпадането на Гондвана (южната част на суперконтинента Пангея), Антарктическата плоча започва да движи континента Антарктика на юг към днешното му изолирано местоположение, карайки го да развие доста по-студен климат. Антарктическата плоча граничи почти единствено със системи от средноокеански хребети. Обградена е от дивергентни разломи, поради което другите континенти се отдалечават от нея. Съседни плочи са Южноамериканската, Африканската, Сомалийската, Индо-Австралийската, Тихоокеанската, плочата Наска и, чрез трансформен разлом, плочата Скотия.

## Субдукция под Южна Америка
Антарктическата плоча започва процес на субдукция под Южна Америка преди около 14 милиона години по време на миоцен. Първоначално тя се подпъхва само под най-южния връх на Патагония, което ще рече, че Чилийската тройна точка (място на срещане на три тектонски плочи) се е намирала под Магелановия проток. Докато южната част на плочата Наска и Западночилийското възвишение се „изяждат“ чрез субдукция, по-северните райони на Антарктическата плоча започват да се подпъхват под Патагония, а Чилийската тройна точка се премества на сегашното си местоположение, на полуостров Тайтао. Субдукцията на Антарктическата плоча под Южна Америка се счита, че е повдигнала Патагония, тъй като е намалила предишния мощен поток в мантията, който вследствие на субдукцията на плочата Наска под Патагония я дърпа надолу. Динамичната топография, причинена от това повдигане, по време на кватернер издига морски тераси и абразивни брегове по атлантическия бряг на Патагония.